# アレックス・ンクメ
アレックス・ンクメ（Alex Emenike Nkume, 1989年1月22日 - ）は、ナイジェリア・エヌグ出身のサッカー選手。ポジションはDF。

## 人物
彼は現在20歳未満のナイジェリア国民サッカーチームのメンバーでもあり、2009アフリカユース選手権でチームを紹介。以前はチームでWAFUカップ2008をプレイ。彼は2009 FIFA U-20ワールドカップチームのTrainingscampチームに所属していた。トーナメントに招集されていなかった。